# Roman Zeilinger
Roman Zeilinger (* 4. Februar 1938 in Wien) ist ein österreichischer Dirigent, Pianist, Musikwissenschaftler und Theaterintendant.

## Leben
Roman Zeilinger studierte Klavier und Dirigieren am Konservatorium der Stadt Wien sowie Germanistik, Musikwissenschaft und Geschichte an der Universität Wien, wo er 1961 zum Dr. promovierte.
Er war bei der Sängerschaft Waltharia, dem Wiener Akademiekammerchor und als Dirigent der Wiener Sängerknaben tätig, außerdem an der Wiener Volksoper beim Extrachor und als Liedbegleiter. 1964 folgte ein Engagement als Korrepetitor und Kapellmeister ans Landestheater Linz, dessen Intendant er 1986 bis 1998 war. 1983 bis 1985 war er zudem Chefdirigent des Bruckner Orchesters Linz und er ist seit 1998 freischaffend tätig u. a. als Gastprofessor an der Musikuniversität Wien und an der Anton Bruckner Privatuniversität Linz.
Sein Sohn Clemens Zeilinger ist Pianist.

## Auszeichnungen
- Kulturmedaille der Stadt Linz (2000)